# Senneur

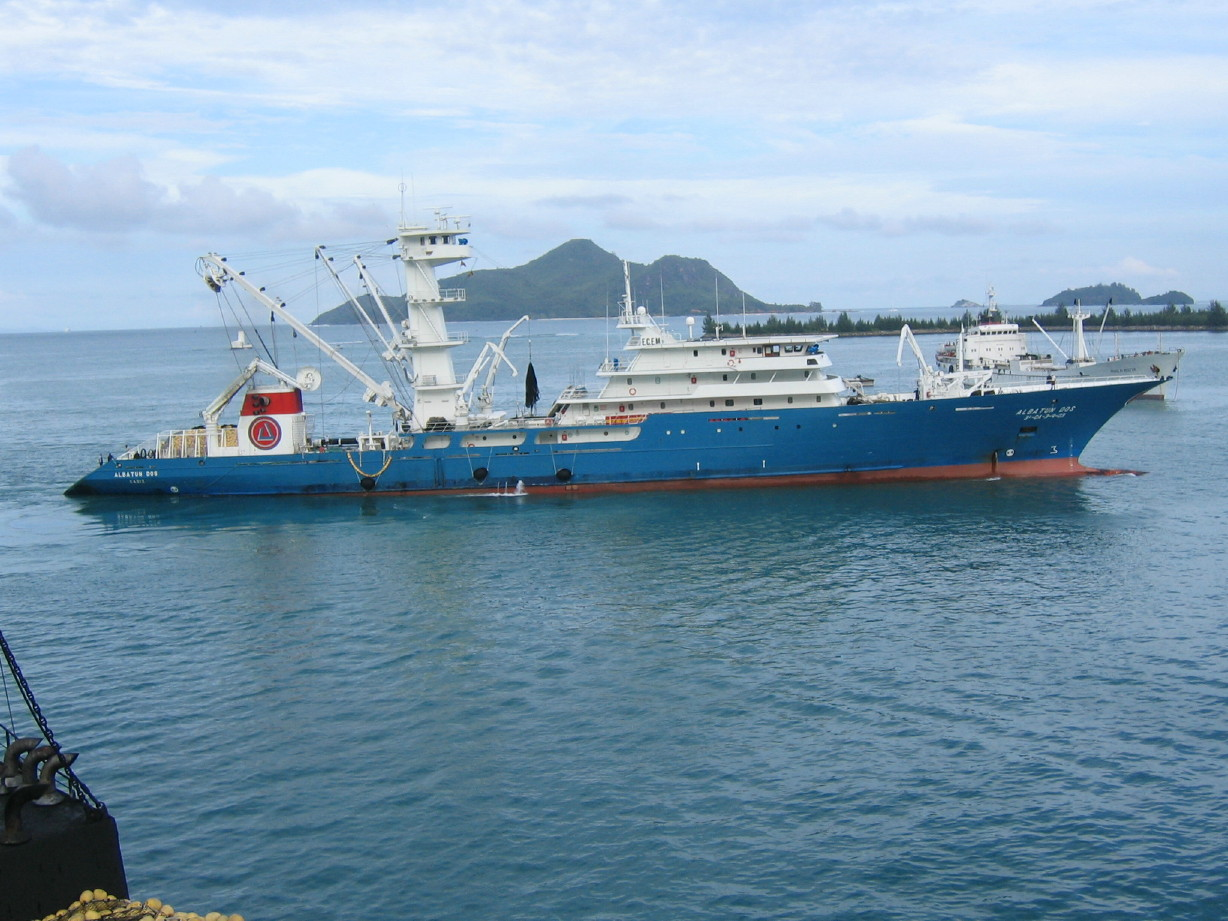
Thonier senneur espagnol Albatun Dos.

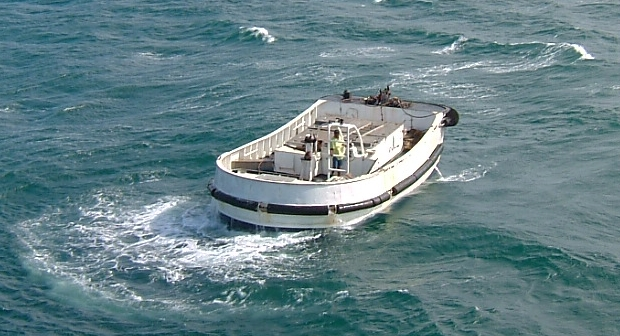
Skiff de thonier senneur.

Un senneur, ou seineur, est un navire de pêche conçu pour la pêche à la senne.

## Types de senneurs
Le type de senneur le plus répandu est le thonier senneur (pour la pêche au thon). Le bolincheur a comme espèces cibles les poissons bleus comme la sardine, l’anchois et le chinchard.